# Terrace Ridge
Terrace Ridge (englisch für Terrassengrat) ist ein größtenteils unvereister Gebirgskamm im westantarktischen Marie-Byrd-Land. In der Ohio Range der Horlick Mountains erstreckt er sich vom südlichen Ende des Mount Schopf in nordwestlicher Richtung. Der untere Bereich dieses Gebirgskamms ist gekennzeichnet durch Bänke aus widerstandsfähigem Sandstein, welche in Teilen vereiste Terrassen bilden, die ihrerseits durch Steilhänge segmentiert sind.
Seinen deskriptiven Namen erhielt der Gebirgskamm durch Wissenschaftler der Ohio State University, die in zwei aufeinanderfolgenden Sommerkampagnen zwischen 1960 und 1962 in diesem Gebiet tätig waren.